# 范弼毳跋摩
ヴィジャヤヴァルマン（サンスクリット語: विजयवर्मन्, ラテン文字転写: Vijayavarman, 生年不詳 - 529年）は、チャンパ王国（林邑国）第3王朝の第8代（最後）の国王（在位：520年 - 529年）。漢文史料では弼毳跋摩（ひつぜいばつま、ベトナム語: Bật Tôi Bật Ma）および高式勝鎧（ベトナム語: Cao Thức Thắng Khải）と記される。

## 生涯
デーヴァヴァルマンの子。父王の死後に即位した。526年7月6日、南朝梁に朝貢の使者を送った。武帝より持節・都督縁海諸軍事・綏南将軍に任じられ、林邑王に封じられた。翌527年4月27日にも梁へ遣使して朝貢している。

## 参考資料
- George Cœdès (May 1, 1968). The Indianized States of South-East Asia. University of Hawaii Press. ISBN 978-0824803681
- Bruce McFarland Lockhart; Kỳ Phương Trần (January 1, 2011). The Cham of Vietnam: History, Society and Art. National University of Singapore Press. ISBN 978-9971-69-459-3
- Sailendra Nath Sen (1999). Ancient Indian History and Civilization. New Age Internationalisbn=978-8122411980
- Geetesh Sharma (2010). Traces of Indian Culture in Vietnam. Rajkamal Prakashan. ISBN 978-8190540148
- 『梁書』巻三 本紀第三 武帝下
- 『梁書』巻五十四 列伝第四十八 林邑国
- 『南史』巻七十八 列伝第六十八 林邑国
- 『冊府元亀』巻九百六十三 封冊第一
- 『冊府元亀』巻九百六十八 朝貢第一

| スタブアイコン | サブスタブ | この項目は、まだ閲覧者の調べものの参照としては役立たない、人物に関連した書きかけの項目です。この項目を加筆・訂正などしてくださる協力者を求めています（P:人物伝/PJ:人物伝）。 |